# Torrent del Lli
El Torrent del Lli és un torrent de Valldemossa, Mallorca.